# Castelo de Tebra

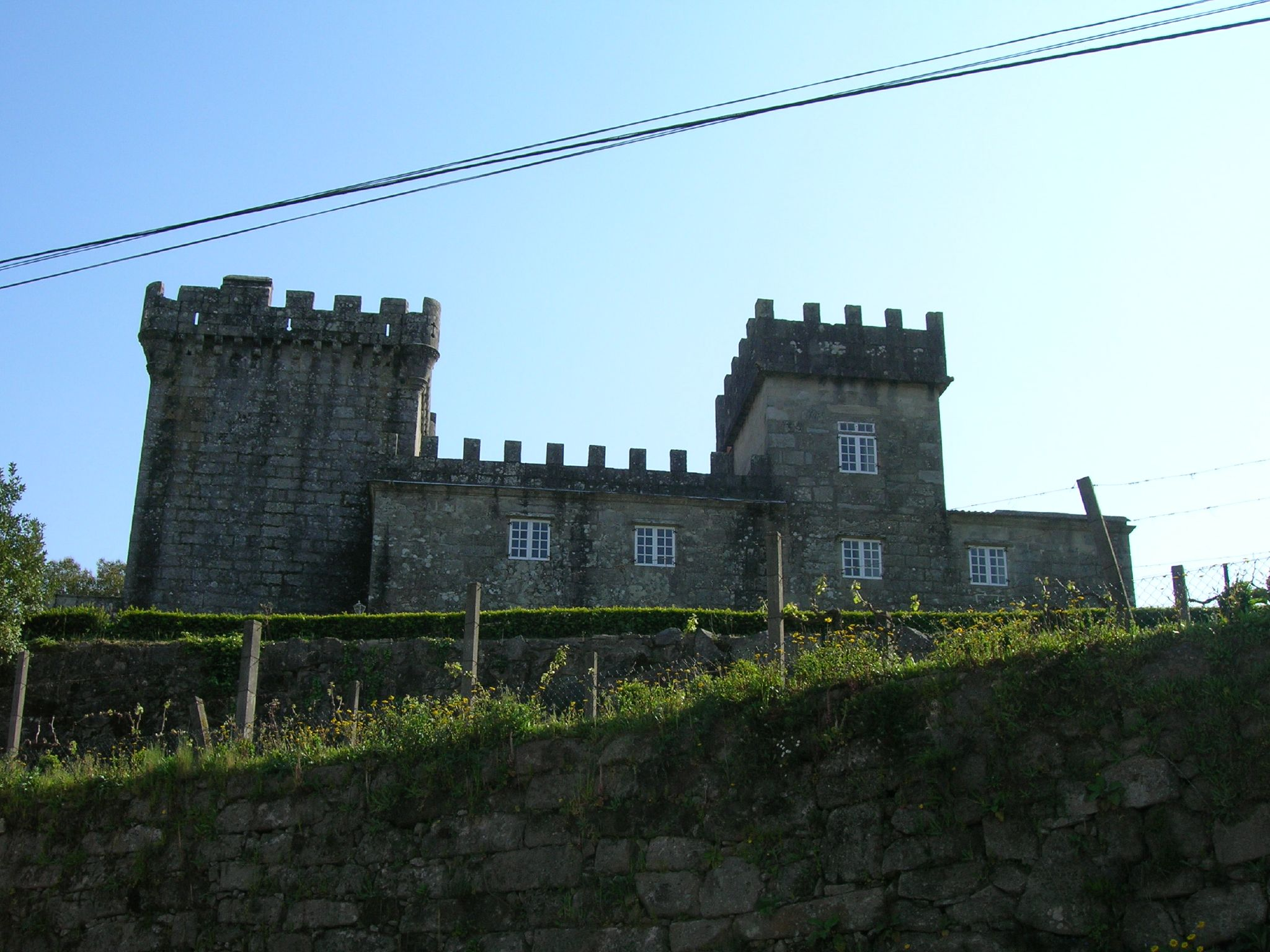
Castelo de Tebra. Espanha

O Castelo de Tebra ou Torre de Tebra localiza-se no lugar do Outeiro, na paróquia de Santa María de Tebra, concelho de Tomiño, comarca de Vigo, província de Pontevedra, na comunidade autônoma da Galiza, na Espanha.
Constitui-se num castelo medieval erguido no vale do rio Tebra, afluente do rio Minho.

## História
A sua existência é conhecida desde 1211 e 1217.
Em 1345 pertencia a Alonso Gómez Churruchao; em 1353 foi autorizada a reedificação de um castelo no lugar de Samuelle.
Em 1468, Pedro Álvarez de Soutomaior (Pedro Madruga), apoderou-se deste castelo que teve que ser reedificado em 1477. Entre 1481 e 1486 Fernando de Acuña, Justiça Maior (?) do Reino da Galiza, fez arrasá-lo uma vez mais.
Em 1506 a Real Audiência de Galiza determinou entregar os restos da fortificação e seus domínios à família dos Suárez de Deza. Assim, em 1508, por sentença da Real Chancelería de Valladolid, Álvaro Suárez de Deza, conde de Caminha, tomou posse desses domínio e do cargo de meirinho do vale de Tebra. Ele solicitou e obteve da Rainha Joana a autorização para a reconstrução do edifício como um paço fortificado em 1532, e testou e fundou o morgado de Tebra (1566).
Em nossos dias encontra-se em mãos de particulares, fechada à visitação.

## Características
Do antigo castelo apenas se conserva a torre de menagem que, atualmente, integra o edifício de um paço.
A torre, em estilo renascentista, apresenta planta quadrada, em aparelho de granito, com cerca de 8 metros de lado. A espessura média de seus muros é de 1,5 metros. No lado Sul inscreve-se o escudo de armas dos Suárez de Deza.
Atualmente encontra-se dividida internamente em quatro pavimentos. No superior conservam-se as janelas rematadas em arco conopial. Destaca-se o amplo miradouro, uma galeria com arcos semicirculares, um torreão alto e estreito, a chaminé da cozinha e uma capela.
É remadata com um ameado voante apoiado em mísulas. Nos vértices, situam-se quartos volantes sobre uma base cônica. É adornada com bolas, à semelhança das torres de Xunqueiras (Corunha) e Los Púlpitos (Cáceres)
Uma pequena muralha fecha o recinto, ao qual se acede por uma porta de arco de volta perfeita ou por uma escada.